# Édouard Brézin
Pour les articles homonymes, voir Brézin.
Édouard Brézin, né  le 1er décembre 1938 dans le 10e arrondissement de Paris, est un physicien français membre de l'Académie des sciences.

## Carrière
Avec sa famille, d'origine  juive étrangère, il est recueilli par des Justes pendant la Seconde Guerre mondiale. Diplômé de l'École polytechnique (1958-1960), puis de l'ENPC (1963), ingénieur des ponts et chaussées, Édouard Brézin travaille au Service de physique théorique du Commissariat à l'énergie atomique de 1963 à 1986. Il obtient le doctorat ès sciences à l'université de Paris en 1969. 
Jeune professeur assistant à l'université de Princeton en 1971, il assiste aux conférences de Kenneth Wilson, prix Nobel de physique qui a bouleversé la physique théorique et collabore avec lui. Il est professeur à l'École polytechnique de 1974 à 2004. En 1989 il est nommé professeur à l'Université Paris VI mis à disposition de l'École normale supérieure. Il est directeur du département de physique de l'ENS de 1986 à 1991 et devient, à la demande du ministre de la Recherche Hubert Curien, président du Centre national de la recherche scientifique de 1992 à 2000. Il est nommé membre senior de l'Institut universitaire de France en 1991.
Membre de l'Académie des sciences française, il en est président de 2005 à 2006. Il est également rapporteur des États généraux de la recherche et de l'enseignement supérieur (organisés par le collectif Sauvons la recherche) qui ont remis un rapport au gouvernement français en 2004 dans le but d'améliorer la situation de la recherche dans le pays.
Son champ d'études est celui des propriétés macroscopiques de la matière et de la physique des particules.
Le 1er mai 2017, il signe avec d'autres scientifiques un texte appelant à voter en faveur d'Emmanuel Macron lors du second tour de l'élection présidentielle de 2017, afin de « barrer la route au pire », représenté par Marine Le Pen,.

## Travaux scientifiques
Les travaux d’Edouard Brezin sont consacrés à la théorie quantique des champs, principalement pour des applications en physique statistique. Il utilise la formulation théorique du groupe de renormalisation pour les phénomènes critiques (équation d'états, corrections à la mise à l'échelle, etc.). Il a montré que la phase à basse température, dans le cas d'une brisure de symétrie continue, est décrite par un modèle sigma non linéaire, conduisant à un développement des exposants critiques en puissances de la dimension de l'espace moins deux. Il a montré que la méthode des instantons peut être utilisée pour caractériser le comportement asymptotique de la théorie des perturbations, ce qui permet d'effectuer des estimations théoriques précises. Il a appliqué des techniques de la théorie des champs à des problèmes de matière condensée, tels que la théorie du mouillage critique ou l'étude de la transition de phase d'un métal normal à un supraconducteur de type II sous champ magnétique. Il s’est intéressé aux théories de jauge avec un grand nombre de couleurs. Ceci a conduit à une représentation de la gravité quantique à deux dimensions par des surfaces fluctuantes aléatoires ou cordes fermées bosoniques, en termes de matrices aléatoires. Il a montré que la limite continue de tels modèles est liée à des hiérarchies intégrables telles que les flots  KdV. Il a, par ailleurs, travaillé sur l’établissement de l'universalité des corrélations de valeurs propres pour les matrices aléatoires.

## Quelques  publications
- "Pair production in vacuum by an alternating field" (with C. Itzykson) Phys. Rev. D2, 1191 (1970)
- "Feynman-graph expansion for the equation of state near the critical point " (with D. J. Wallace and K. Wilson) Phys. Rev. Lett. 29, 591 (1972)
- "Wilson's theory of critical phenomena and Callan-Symanzik equations in 4-ε dimensions" (with J.-C. Le Guillou and J. Zinn-Justin) Phys. Rev. D8, 434 (1973).
- "Renormalisation of the non-linear σ-model in 2+ε dimension ; application to the Heisenberg ferromagnets" (with J. Zinn-Justin) Phys. Rev.Lett. 36, 691 (1976)
- "Perturbation theory at large order " (with J.-C. Le Guillou and J. Zinn-Justin) Phys. Rev.D15, 1544 (1977)
- " Planar diagrams" (with Itzykson, Parisi and Zuber) Comm. in Math. Phys. 59, 35 (1978)
- "The external field problem in the large N limit of QCD" (with D.J. Gross) Phys. Lett. B97, 120 (1980) .
- "Critical wetting in three dimensions" (with B. Halperin and S. Leibler) Phys. Rev. Lett.50,1387 (1983)
- "Fluctuation effects near Hc2 in type II superconductors" (with D.R;Nelson and A.Thiaville) Phys. Rev.B31,7124 (1985)
- " Exactly solvable field theories of closed strings" (with Kazakov) Phys. Lett. B236, 144,(1990)
- " Universality of the correlations between eigenvalues of random matrices" (with A. Zee) Nucl.Phys. 402 (FS), 613, (1993)
- "Levels statistics inside the vortex of a superconductor and symplectic random matrix theory in an external source" (with Hikami and Larkin) Phys. Rev. B60 (1999) 3589
- " Intersection numbers of Riemann surfaces from Gaussian matrix models (with Hikami) JHEP (2007) article 096, arXiv:0709.3378

## Ouvrages
- ”The large N expansion in quantum field theory and statistical physics : from spin systems to two-dimensional quantum gravity”  avec S. Wadia, World Scientific (1993)
- “Fields, strings and critical phenomena”  Les Houches 1988 (co-éditeur), North-Holland
- “Demain la physique », ouvrage collectif, Ed. Odile Jacob (2004)
- “Introduction to statistical field theory”   Cambridge University press (2010)
- “Random matrix theory with an external source” avec S. Hikami , Springer (2016)

## Distinctions

### Prix
- 1974 : Prix Paul Langevin de physique théorique (Société française de physique)
- 1981 : Prix Ampère de l'Électricité de France (Grand Prix de l'Académie des Sciences)
- 1986 : Prix Gentner-Kastler (Société allemande et française de physique)
- 1989 : Prix des trois physiciens de l'École normale supérieure de Paris
- 2011 : Prix Dirac avec John Cardy et Alexander Zamolodchikov

### Membre de sociétés savantes
- Membre de l'Académie des sciences (France) depuis 1991[1] ;
- Président de l'Académie des sciences (France) de 2005 à 2006[1] ;
- Membre étranger de la Royal Society (Royaume-Uni) en 2006[11] ;
- Membre étranger associé à la National Academy of Sciences (États-Unis) depuis 2003[11].

### Décorations
- Commandeur de la Légion d'honneur[12]
- Commandeur de l'ordre national du Mérite[13]

- Grand-croix de l'ordre national du Mérite scientifique
- Grand-croix de l’ordre national du Mérite de la république de Chypre